# Rover (EP)
Rover es el tercer EP del cantante surcoreano Kai. Fue lanzado el 13 de marzo de 2023 por SM Entertainment. El disco contiene seis canciones, incluido el sencillo principal del mismo nombre.

## Antecedentes y lanzamiento
En febrero de 2023, SM confirmó que Kai planea lanzar un nuevo álbum como solista. El 17 de febrero, SM anunció que su nuevo EP, Rover, se lanzará el 13 de marzo.

## Composición
El sencillo principal, «Rover», es una canción de género dance que presenta un bajo pesado, marimba, campanas y diversas percusiones. La letra de la canción transmite un mensaje sobre liberarse de las ataduras impuestas por los demás y vivir libremente como un «vagabundo».
«Black Mirror» es una canción que combina elementos de hip-hop y R&B, con una letra provocadora que cuestiona el estilo de vida de la gente moderna, quienes a menudo se ven atrapados en la adicción a las redes sociales.
«Bomba» es una canción de género dance con ritmos de reggaeton.
«Slidin'» es una canción de género soul y R&B que posee elegantes sonidos de sintetizador arpegiados y baterías rítmicas. La letra, con su profundidad, compara el enamoramiento a primera vista de alguien con quien te cruzas por casualidad, con la sensación de ropa mojada por una inesperada lluvia.
«Say You Love Me» es una canción de hip-hop y R&B que se destaca por su combinación de batería y un potente 808. La letra, en su honestidad y franqueza, utiliza expresiones sinceras para describir el profundo deseo de uno de los protagonistas de que el otro confirme su interés de manera directa.
«Sinner» es una canción de género pop, con acordes de piano y sutiles toques de sintetizador. La letra expresa con el deseo de permanecer atrapado en un tipo de amor agotador, donde coexisten el regocijo y el dolor en una intensa y compleja dualidad.

## Lista de canciones
| N.º | Título            | Letras                                      | Música                                                                                                 | Duración |  |
| 1.  | «Rover»           | Park Tae-won                                | Cristian Tarcea, Dara, Valentina Nikova, Ynga, Young Chance, Gabriel Brandes                           | 2:54     |  |
| 2.  | «Black Mirror»    | Mia (153/Joombas)                           | John «JBL8ZE» Eley, Jordan Dollar, Castle                                                              | 2:55     |  |
| 3.  | «Slidin'»         | Lee Yeon-ji (PNP)                           | Talay Riley, Steve «Tave» Octave                                                                       | 2:43     |  |
| 4.  | «Bomba»           | RGB (lalala studio), Kim Su-min (ARTiffect) | Sam Klempner, Michael Matosic, Jake Torrey                                                             | 3:07     |  |
| 5.  | «Sinner»          | Hwang Yoo-bin                               | Koen van de Wardt, Rubén Pol                                                                           | 3:06     |  |
| 6.  | «Say You Love Me» | danke (lalala studio)                       | Vinny «Vinnyforgood» Verdi, Michael «TruPopGod» Jiminez, Miguel Jiminez, Dominique Logan, Darius Logan | 3:22     |  |

## Posicionamiento en listas
| Lista (2023)                     | Mejor posición |
| -------------------------------- | -------------- |
| Corea del Sur (Gaon Album Chart) | 1              |
| Japón (Japanese Hot Albums)      | 48             |
| Japón (Oricon)                   | 14             |

## Historial de lanzamiento
| Región        | Fecha               | Formato(s)                  | Distribuidora |
| ------------- | ------------------- | --------------------------- | ------------- |
| Corea del Sur | 13 de marzo de 2023 | CD, streaming               | SM, Dreamus   |
| Mundial       | 13 de marzo de 2023 | Descarga digital, streaming | SM, Dreamus   |